# عز النسا
عزالنسا بیگم سومین همسر امپراتور گورکانی شاه جهان بود. او به‌طور عمومی با عنوان اکبرآبادی محل شناخته می‌شود (که احتمالاً نشان می‌دهد او اهل شهر آگره بوده است)، و دستور ساخت مسجد اکبرآبادی را در دهلی قدیم صادر کرد. کمتر از او با نام سِرهندی بیگم نیز یاد می‌شود.

## خانواده
عزالنسا بیگم دختر میرزا ایرج بود که عنوان شهنواز خان را داشت. او پسر عبدالرحیم خان‌خانان و نوه محمد بیرام خان‌خانان بود. بیرام خان از نوادگان پیرعلی بهارلو، از قره‌قویونلوها بود. او یک برادر به نام میرزا خان منوچهر داشت.

## ازدواج
در سال ۱۶۱۷، پس از پیروزی دکن، شاهزاده خرم (شاه‌جهان بعدی) به پدرش، امپراتور جهانگیرشاه پیشنهاد داد که عبدالرحیم خان، پدربزرگ عزالنسا، به فرمانداری تمام جزایر جنوبی تازه تصرف‌شده منصوب شود. او همچنین عزالنسا را به عنوان سومین همسر خود برگزید. بدون اینکه با پدرش، جهانگیر، مشورت کند. با این حال، بر اساس گفته محمد امین قزوینی، یک مورخ درباری در دوران شاه جهان، ازدواج به شاهزاده تحمیل شده بود. مراسم ازدواج در برهان‌پور در تاریخ ۲ سپتامبر ۱۶۱۷ برگزار شد و پیوند کامل زناشویی با مراسم مذهبی رسمی بسته شد.
در ۲۵ ژوئن ۱۶۱۹ در آگره، عزالنسا تنها فرزند خود، یک پسر، را به دنیا آورد. جهانگیر او را سلطان جهان افروز میرزا نامید. اما چون کودک در ساعتی بدیمن به دنیا آمد، جهانگیر او را نزد خود نگه نداشت و او را همراه دختر عبدالرحیم خان، جانان بیگم، که بیوه شاهزاده دانیال میرزا بود، برای مراقبت به دکن فرستاد. جهانگیر در خاطرات خود تزک جهانگیری ذکر می‌کند که در سال ۱۶۲۱، همه منجمان بر این باور بودند که شاهزاده شاه شجاع (گورکانی), پسر شاه جهان، که به آبله مبتلا شده بود، خواهد مرد. با این حال، طبق گفته منجم جوتیک رای، پسر دیگر او که جهانگیر دوستش نداشت، می‌میرد. و به این ترتیب، پسر عزالنسا در برهان‌پور در مارس ۱۶۲۱ درگذشت.
بر اساس گفته عنایت‌خان، مورخ معاصر، اگرچه شاه جهان با عزالنسا و قندهاری بیگم ازدواج کرده بود، اما تمام عشق او به این بانو (ممتاز محل) معطوف بود، تا جایی که او حتی به سایر همسران یک‌هزارم آن محبت را نداشت. طبق گفته قزوینی، این دو همسر چیزی بیشتر از عنوان همسری نداشتند. با این حال، پس از مرگ ممتاز محل، عنایت خان ذکر می‌کند که عزالنسا بیگم و فتحپوری محل (یکی دیگر از همسران او) به ویژه مورد توجه امپراتور قرار گرفتند.

## درگذشت
عزالنسا از همسر خود بیشتر عمر کرد و در زمان مرگ او در سال ۱۶۶۶ بسیار به رفاه او اهمیت می‌داد. او ۱۲ سال بعد، در ۲۸ ژانویه ۱۶۷۸ در آگره درگذشت. عزالنسا بیگم در باغ سرهندی که خودش در منطقه سبزی مندی در حومه دهلی قدیم بنا کرده بود به خاک سپرده شد. مقبره او به عنوان مقبره سرهندی بیگم شناخته می‌شود که باید عنوان دیگری از عزالنسا بیگم باشد.

## مشارکت در معماری
عزالنسا بیگم یک سرا و یک مسجد باشکوه در یک بازار بزرگ در بخش جنوبی دهلی ساخت. شاه جهان از این مسجد برای نماز استفاده می‌کرد تا زمانی که مسجد خودش در سال ۱۶۵۶ کامل شد. این مسجد اکنون دیگر وجود ندارد، اما تصاویر قرن نوزدهمی نشان می‌دهند که این مسجد شباهت‌هایی با مساجدی که توسط فتحپوری محل (یکی دیگر از همسران شاه جهان) و جهان‌آرا بیگم ساخته شده بودند، داشت.